# Las aventuras de Bindi
Las aventuras de Bindi (Bindi the Jungle Girl en inglés) es una serie de televisión para niños protagonizada por Bindi Irwin, de ocho años de edad, hija de Steve Irwin, conocido como el «Cazador de Cocodrilos». En la serie Bindi muestra desde su casa en la selva una serie de informes donde muestra diversas especies animales y advierte sobre la necesidad de cuidar las especies en peligro de extinción. La anfitriona también se contesta por Internet las preguntas de su auditorio en un segmento denominado el blog de Bindi. Además Bindi canta y baila junto a los Cocoamigos temas musicales inspirados en animales. En el segmento de los "Coco Datos", se dicen verdades y mentiras sobre los cocodrilos. Se estreno el 9 de junio de 2007 y tuvo dos temporadas y 33 episodios hasta el 20 de diciembre de 2008.
En Latinoamérica, se emitió en Discovery Kids (se estreno el 1 de septiembre de 2008 y se emitió en el canal hasta el 3 de enero del 2010; regresó a Discovery Kids el 3 y 4 de septiembre de 2011 para el final de dos partes, y después se despidió de la programación de Discovery Kids Latinoamérica el 4 de septiembre de 2011) y Animal Planet; también se emitió en Tiin por un periodo en los años 2010s.

## Episodios de las Aventuras de Bindi
- Quedan Pocos
- Trabajo de Elefante
- Fauna Americana
- Huellas Felinas
- Iconos de Australia
- Visita al Dentista
- Primos del Perro
- Los Confines de la Tierra
- Alto Vuelo
- Leones y Tigres
- Cuentos de Cola
- Cuidados Intensivos
- Ballenas en Peligro